# Kees van Vliet
Cornelis Theodorus Maria (Kees) van Vliet (Vlaardingen, 23 september 1955) is een Nederlands priester en auteur.

## Levensloop

### Studie
Van Vliet twijfelde na het vwo tussen de studies theologie, geschiedenis en medicijnen. Uiteindelijk koos hij ervoor om theologie te gaan studeren. Hij volgde zijn priesteropleiding aan het kleinseminarie van de Fathers van de Mill Hill in Hoorn en voltooide zijn studie aan het grootseminarie Rolduc in Kerkrade. Hij werd op 12 november 1983 door bisschop Bär in de HH. Laurentius- en Elisabethkathedraal in Rotterdam tot priester gewijd.

### Kerkelijke loopbaan
Van Vliet werd na zijn wijding benoemd tot kapelaan van de parochies H. Liduina en Heilig Hart in Schiedam. Later volgde zijn benoeming tot de Sint-Laurentiuskerk en Moeder Godskerk in Voorschoten. Hierna werd hij naar Tübingen in Duitsland gestuurd voor een vervolgstudie. Hij werd hier in 1993 gepromoveerd op het kerkbegrip door de Franse dominicaan Yves Congar die een grote invloed had op het Tweede Vaticaans Concilie. Na zijn terugkeer naar Nederland werd hij docent theologie aan de Fontys Hogeschool Theologie Levensbeschouwing en de priesteropleiding van het bisdom Haarlem-Amsterdam in Heiloo. In diezelfde periode was hij pastoor in de Sint-Bartholomeüskerk in Voorhout. In 2011 werd hij benoemd tot het pastorale team van de Heilige Nicolaasparochie in Zoetermeer. Hij was hier pastoor tot september 2019. In september 2021 werd hij aangesteld als pastoor binnen de parochie H. Augustinus in Wassenaar, Oegstgeest en Katwijk.

## Publicatie
- (2001) Kerk met twee ogen ISBN 9789043502849